# Roppe
Cet article possède un paronyme, voir Reppe.
Roppe est une commune française située dans le département du Territoire de Belfort, la région culturelle et historique de Franche-Comté et la région administrative Bourgogne-Franche-Comté. 
Elle est administrativement rattachée au canton de Valdoie. Ses habitants sont appelés les Roppois.

## Géographie
Le village est situé sur la route N 83 reliant Belfort à Mulhouse à 6 km de Belfort. Déjà à l’époque romaine une voie d’importance secondaire venant d’Offemont et se dirigeant vers Leval ou Rougemont traversait le territoire de la commune. Ce dernier s’étend sur 743 hectares à une altitude comprise entre 355 et 511 m (fort de Roppe). Il est traversé par l’Autruche, un ruisseau qui prend naissance dans le massif forestier s’étalant au nord du village, où il s’attarde pour former l’étang de l’Autruche.
Au 1er janvier 2006, la N 83 a été déclassée en RD 83. Jusqu'alors dénommée Route nationale dans la traversée de la commune, elle est rebaptisée avenue du Général-de-Gaulle.
Le bassin houiller stéphanien sous-vosgien s’étend sur le territoire communal (où il affleure en deux points,) et aux alentours, entre Bouhans-lès-Lure, Ronchamp, Lomont à l'ouest et Rougemont-le-Château, Romagny à l'est.

### Climat
Pour des articles plus généraux, voir Climat de la Bourgogne-Franche-Comté et Climat du Territoire de Belfort.
En 2010, le climat de la commune est de type climat des marges montargnardes, selon une étude du Centre national de la recherche scientifique s'appuyant sur une série de données couvrant la période 1971-2000. En 2020, Météo-France publie une typologie des climats de la France métropolitaine dans laquelle la commune est exposée à un climat semi-continental et est dans la région climatique  Vosges, caractérisée par une pluviométrie très élevée (1 500 à 2 000 mm/an) en toutes saisons et un hiver rude (moins de 1 °C). 
Pour la période 1971-2000, la température annuelle moyenne est de 9,8 °C, avec une amplitude thermique annuelle de 17,3 °C. Le cumul annuel moyen de précipitations est de 1 168 mm, avec 12,2 jours de précipitations en janvier et 10,5 jours en juillet. Pour la période 1991-2020, la température moyenne annuelle observée sur la station météorologique de Météo-France la plus proche, « Felon_sapc », sur la commune de Felon à 6 km à vol d'oiseau, est de 10,3 °C et le cumul annuel moyen de précipitations est de 1 056,1 mm. 
La température maximale relevée sur cette station est de 38 °C, atteinte le 7 août 2015 ; la température minimale est de −19,3 °C, atteinte le 20 décembre 2009,,. 
Les paramètres climatiques de la commune ont été estimés pour le milieu du siècle (2041-2070) selon différents scénarios d'émission de gaz à effet de serre à partir des nouvelles projections climatiques de référence DRIAS-2020. Ils sont consultables sur un site dédié publié par Météo-France en novembre 2022.

## Urbanisme

### Typologie
Au 1er janvier 2024, Roppe est catégorisée bourg rural, selon la nouvelle grille communale de densité à sept niveaux définie par l'Insee en 2022.
Elle appartient à l'unité urbaine de Roppe, une agglomération intra-départementale regroupant quatre  communes, dont elle est ville-centre,,. Par ailleurs la commune fait partie de l'aire d'attraction de Belfort, dont elle est une commune de la couronne,. Cette aire, qui regroupe 91 communes, est catégorisée dans les aires de 50 000 à moins de 200 000 habitants,.

### Occupation des sols
L'occupation des sols de la commune, telle qu'elle ressort de la base de données européenne d’occupation biophysique des sols Corine Land Cover (CLC), est marquée par l'importance des forêts et milieux semi-naturels (67,4 % en 2018), une proportion identique à celle de 1990 (67,4 %). La répartition détaillée en 2018 est la suivante : 
forêts (67,4 %), zones agricoles hétérogènes (21,8 %), zones urbanisées (8,5 %), terres arables (2,3 %). L'évolution de l’occupation des sols de la commune et de ses infrastructures peut être observée sur les différentes représentations cartographiques du territoire : la carte de Cassini (XVIIIe siècle), la carte d'état-major (1820-1866) et les cartes ou photos aériennes de l'IGN pour la période actuelle (1950 à aujourd'hui).

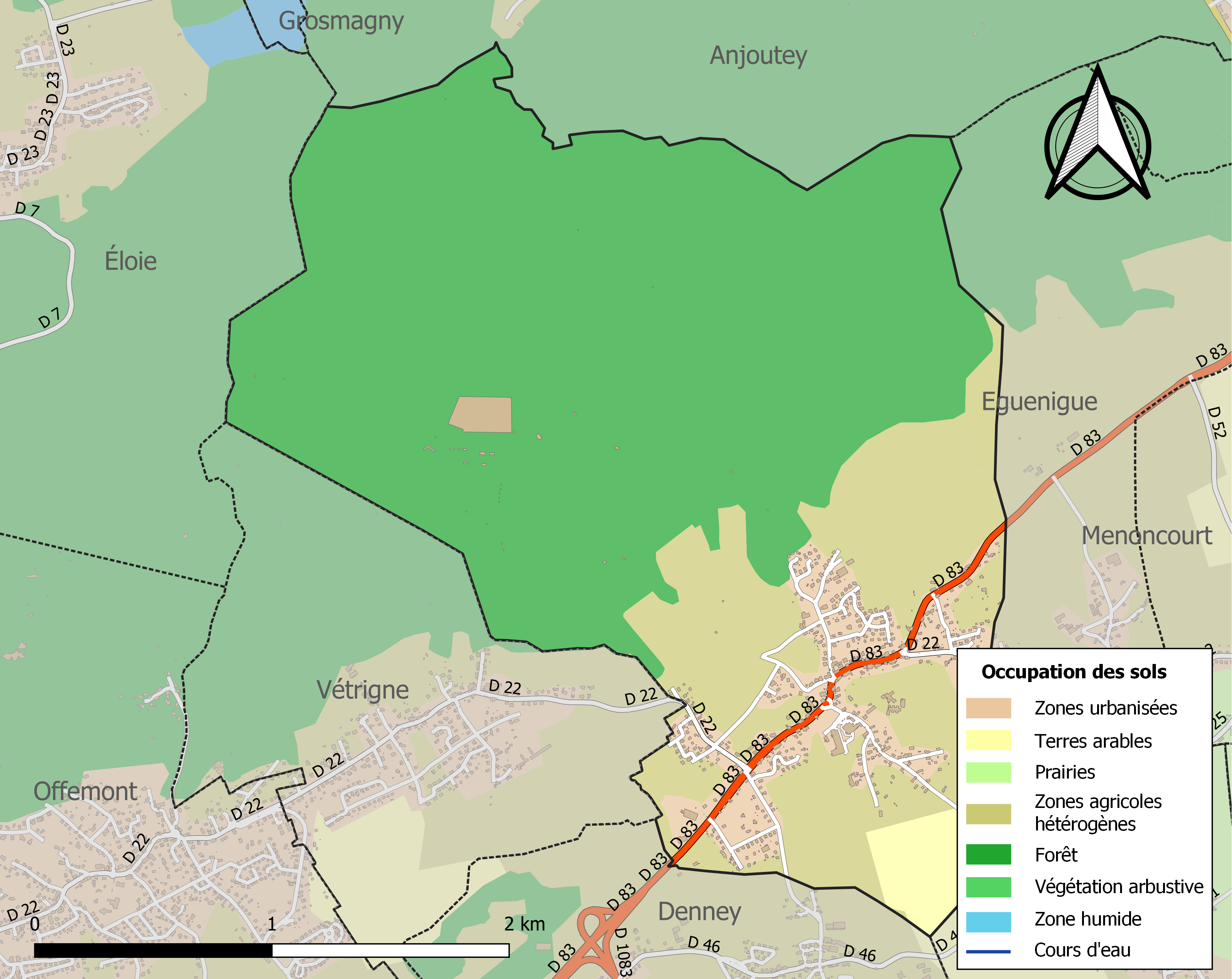
Carte des infrastructures et de l'occupation des sols de la commune en 2018 (CLC).

## Toponymie
- De l'allemand "Rotbach" ce qui signifie en français "Ruisseau rouge". Ce nom lui vient de la rivière l'Autruche (rivière), qui le traverse et dont l'eau coule rouge lors des fortes crues d'orage.
- Dans différents écrits au travers des siècles le village figure orthographié ainsi, domination autrichienne: Ropach (792), Robach (1175), Ropa (1231), Roppa (1245), Roppach (1361, 1478, 1500, 1579), période française (à partir de 1635): Roppe (1699, 1718, etc.)
- En allemand : Roppach[17] et Rotbach.

## Histoire
Roppe (Rotbach ou Roppach, comme on le trouve nommé autrefois), est un des villages cités dans les plus anciens documents relatifs à ces terres de la Porte de Bourgogne. Il est mentionné en tant que marche dans une charte datée de 792 et en 828 l’abbaye de Masevaux possédait des biens dans la marche de Roppe.
Pendant la Guerre de Trente Ans, le château de Roppe fut pris par les troupes suédoises et il devint un repaire pour des mercenaires croates qui ravageaient les environs. Il fut repris et mis à sac par les troupes du comte de la Suze en septembre 1635, quelques mois avant que celui-ci ne s’empare de la ville de Belfort. Sur le plan religieux Roppe fait partie de la paroisse de Phaffans, La Baroche et ne possédait qu’une simple chapelle castrale qui, en 1592, était dédiée à saint Loup. Par la suite, dans les archives, on la rencontre consacrée à sainte Catherine ou sainte Marguerite.

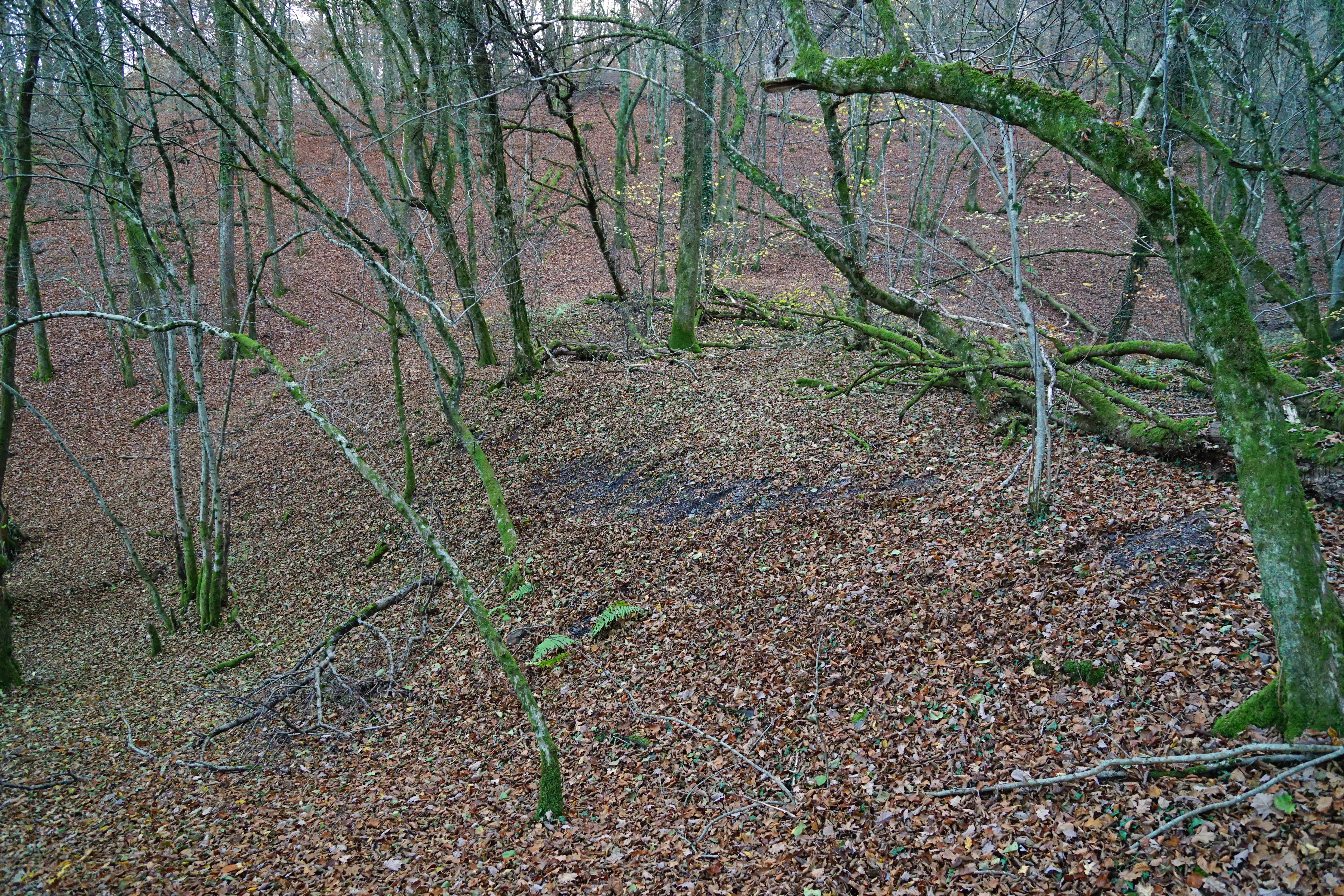
Le terril du puits de houille.

Déjà au XVIIe siècle le minerai de fer, dont est riche le sous-sol (jurassique supérieur) de Roppe et des villages voisins (Eguenigue, Phaffans...), a été exploité en carrière et à l’aide de puits-galeries pour être fondu dans les fourneaux de Belfort ou de Masevaux La production de minerai en grains contenant 30 à 40 % de fer atteint un niveau de 72 m3 par mois. En 1785 une inondation fait cesser l’extraction en profondeur. Une tentative d’exploitation utilisant une machine à vapeur eut lieu au XIXe siècle mais elle se heurta à la concurrence du fer lorrain meilleur marché. Roppe connait également une exploitation de charbon artisanale et éphémère dans les années 1860, notamment avec le creusement d'un puits de mine de 368 mètres au nord-ouest de l'étang d'Autruche.
Début novembre 1870 eut lieu une bataille entre troupes prussiennes et françaises qui tourna à l’avantage des premiers, le front fut maintenu mais la place forte de Belfort était encerclée.
Après la signature du Traité de Francfort qui laissait Roppe à la France, l’autorité militaire décida de renforcer la protection de Belfort par une ligne de fortifications dont un élément important fut construit entre 1874 et 1887 sur le sommet le plus élevé du territoire de la commune.
La ligne Belfort-Lachapelle-sous-Rougemont du Chemin de fer d’intérêt local du Territoire de Belfort traversait Roppe avant de continuer vers Denney et Phaffans.

## Héraldique
|  | Les armes de la commune se blasonnent ainsi : D'or à la croix de sable, cantonnée de quatre roues du même. |

## Politique et administration

### Budget et fiscalité 2014
En 2014, le budget de la commune était constitué ainsi :
- total des produits de fonctionnement : 1 079 000 €, soit 1 221 € par habitant ;
- total des charges de fonctionnement : 914 000 €, soit 1 044 € par habitant ;
- total des ressources d’investissement : 597 000 €, soit 682 € par habitant ;
- total des emplois d’investissement : 296 000 €, soit 338 € par habitant.
- endettement : 1 203 000 €, soit 1 374 € par habitant.

Avec les taux de fiscalité suivants :
- taxe d’habitation : 9,50 % ;
- taxe foncière sur les propriétés bâties : 10,00 % ;
- taxe foncière sur les propriétés non bâties : 32,69 % ;
- taxe additionnelle à la taxe foncière sur les propriétés non bâties : 0,00 % ;
- cotisation foncière des entreprises : 0,00 %.

### Liste des maires
| Période                                  | Période     | Identité               | Étiquette | Qualité |
| ---------------------------------------- | ----------- | ---------------------- | --------- | ------- |
| 1995                                     | 2001        | Alain Comte            |           |         |
| 2001                                     | 27 mai 2020 | Louis Heilmann         |           |         |
| 27 mai 2020                              | En cours    | Jean-François Rousseau | DVD       |         |
| Les données manquantes sont à compléter. |             |                        |           |         |

## Population et société

### Démographie
Le village comptait 378 habitants en 1803. Après la Première Guerre mondiale, celui-ci perd 220 personnes, soit 40 % de sa population. La proximité de Belfort, le développement de l’automobile et la croissance économique de la région pendant les Trente Glorieuses ont beaucoup contribué à son expansion démographique.
L'évolution du nombre d'habitants est connue à travers les recensements de la population effectués dans la commune depuis 1793. Pour les communes de moins de 10 000 habitants, une enquête de recensement portant sur toute la population est réalisée tous les cinq ans, les populations de référence des années intermédiaires étant quant à elles estimées par interpolation ou extrapolation. Pour la commune, le premier recensement exhaustif entrant dans le cadre du nouveau dispositif a été réalisé en 2005.

En 2022, la commune comptait 1 042 habitants, en évolution de +0,58 % par rapport à 2016 (Territoire de Belfort : −2,78 %, France hors Mayotte : +2,11 %).
| 1793 | 1800 | 1806 | 1821 | 1831 | 1836 | 1841 | 1846 | 1851 |
| ---- | ---- | ---- | ---- | ---- | ---- | ---- | ---- | ---- |
| 375  | 350  | 395  | 487  | 535  | 503  | 525  | 529  | 599  |

| 1856 | 1861 | 1866 | 1872 | 1876 | 1881 | 1886 | 1891 | 1896 |
| ---- | ---- | ---- | ---- | ---- | ---- | ---- | ---- | ---- |
| 458  | 466  | 427  | 441  | 479  | 513  | 665  | 617  | 525  |

| 1901 | 1906 | 1911 | 1921 | 1926 | 1931 | 1936 | 1946 | 1954 |
| ---- | ---- | ---- | ---- | ---- | ---- | ---- | ---- | ---- |
| 570  | 582  | 549  | 329  | 338  | 365  | 390  | 347  | 394  |

| 1962 | 1968 | 1975 | 1982 | 1990 | 1999 | 2005 | 2006 | 2010 |
| ---- | ---- | ---- | ---- | ---- | ---- | ---- | ---- | ---- |
| 478  | 500  | 604  | 746  | 703  | 675  | 761  | 767  | 844  |

| 2015  | 2020  | 2022  | - | - | - | - | - | - |
| ----- | ----- | ----- | - | - | - | - | - | - |
| 1 005 | 1 037 | 1 042 | - | - | - | - | - | - |

### Enseignement
La commune est dotée d'une école primaire et élémentaire baptisée Marie-France Moine. Elle compte 102 élèves répartis sur 4 classes.

### Santé
Un cabinet de dentiste, un kinésithérapeute et une pharmacie sont présents sur la commune.
L'hôpital le plus proche est l'hôpital Nord Franche-Comté situé Belfort et Montbéliard, à Trévenans,.

## Économie
La commune offre divers services grâce à ces deux restaurants, l'un classique et l'autre Fast-Food.
Aussi elle compte trois salons de coiffure, deux garagistes, un fleuriste, une station essence. ainsi qu'une boulangerie.

## Lieux et monuments
- Le fort de Roppe ;
- La chapelle Sainte-Marguerite ;
- Le château Lesmann ;
- Moulin à farine, usine de chaux (moulin à ciment) Lesmann, actuellement maison commune[32],[33] ;
- L'étang de l'Autruche (rivière).
- La borne armoriée XVIIe siècle portant les armes de Mazarin[34],[35].
- Horloge de la mairie[36]

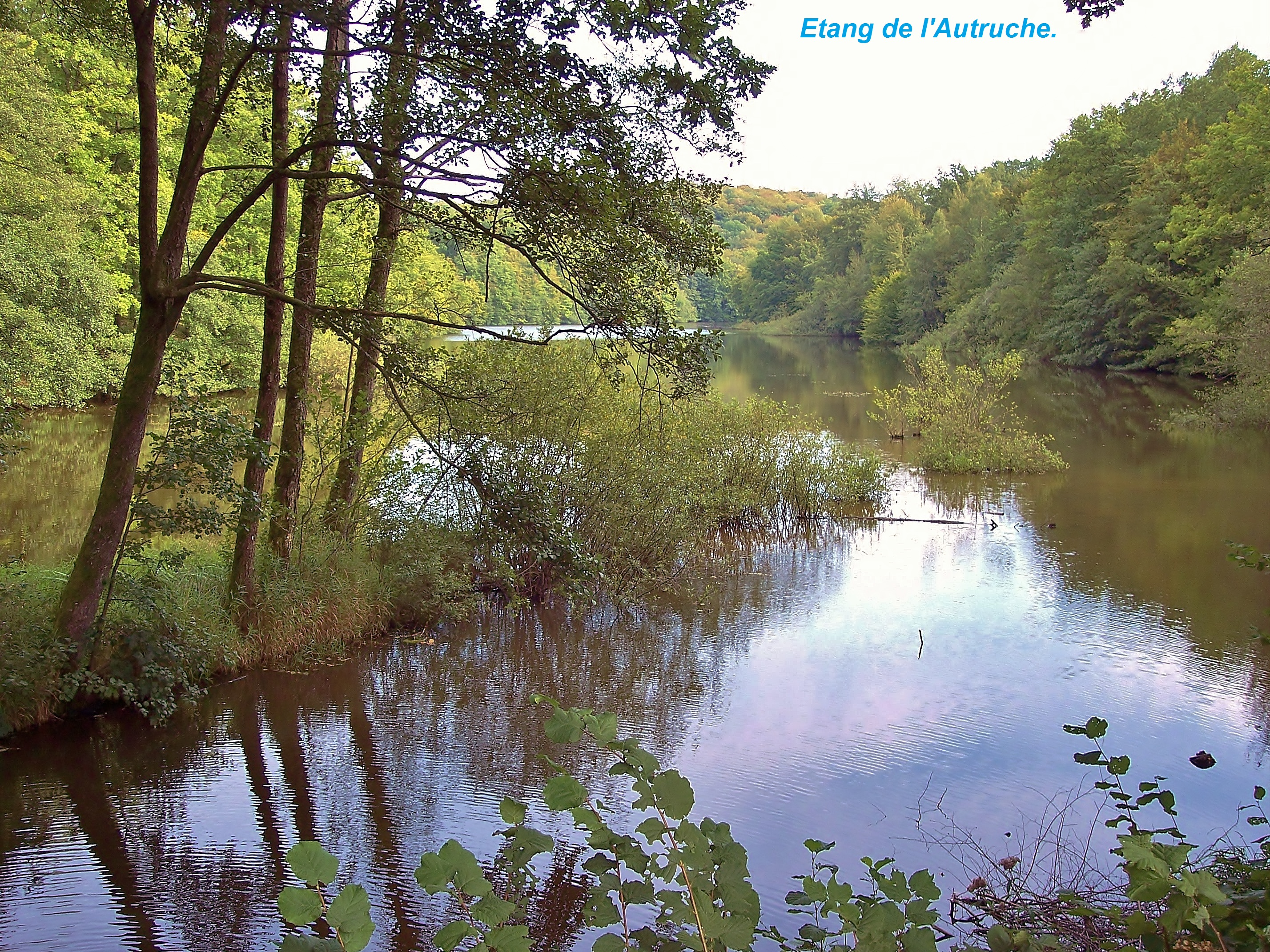
L'étang d'Autruche.
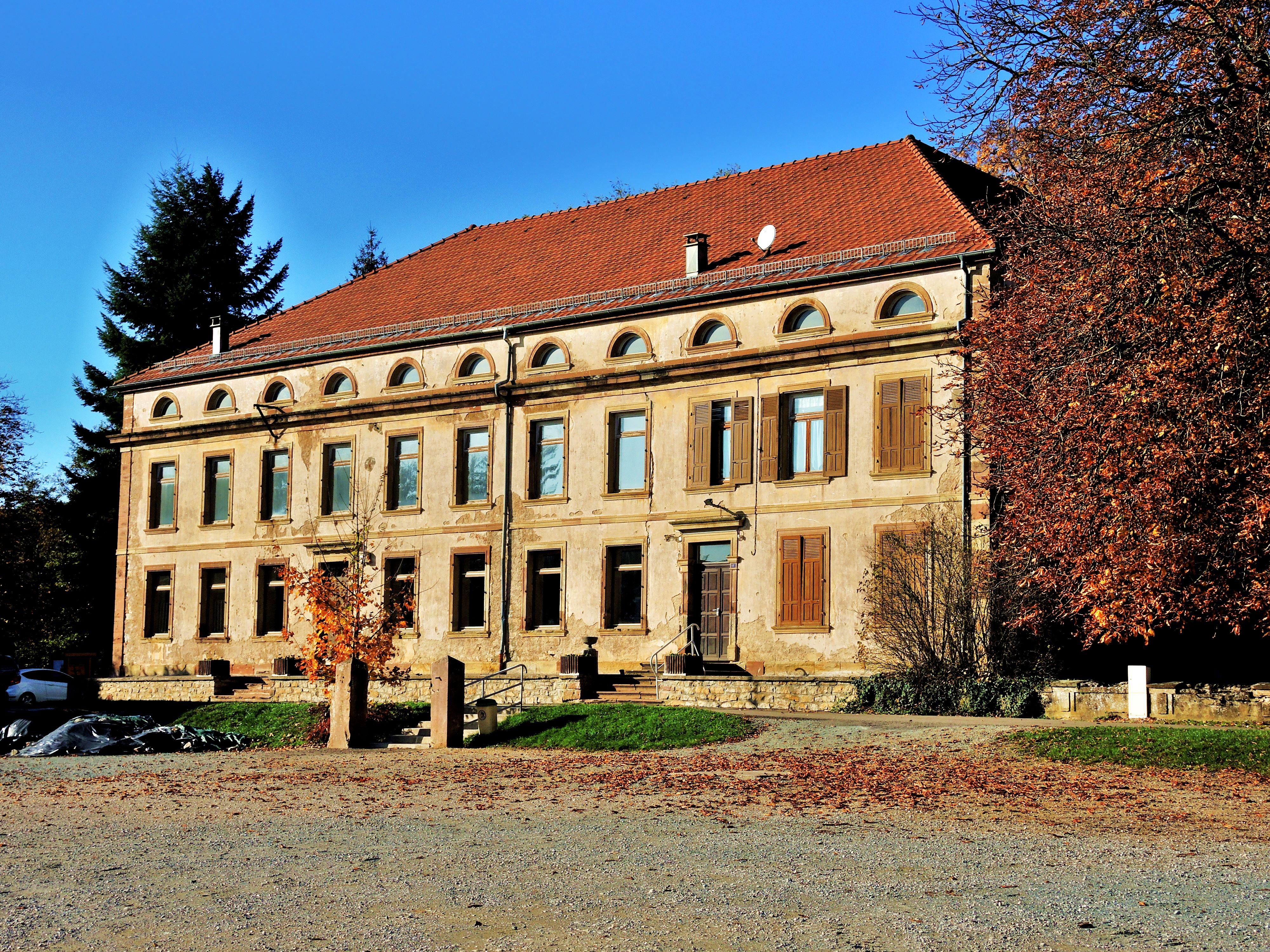
Le château Lesmann.
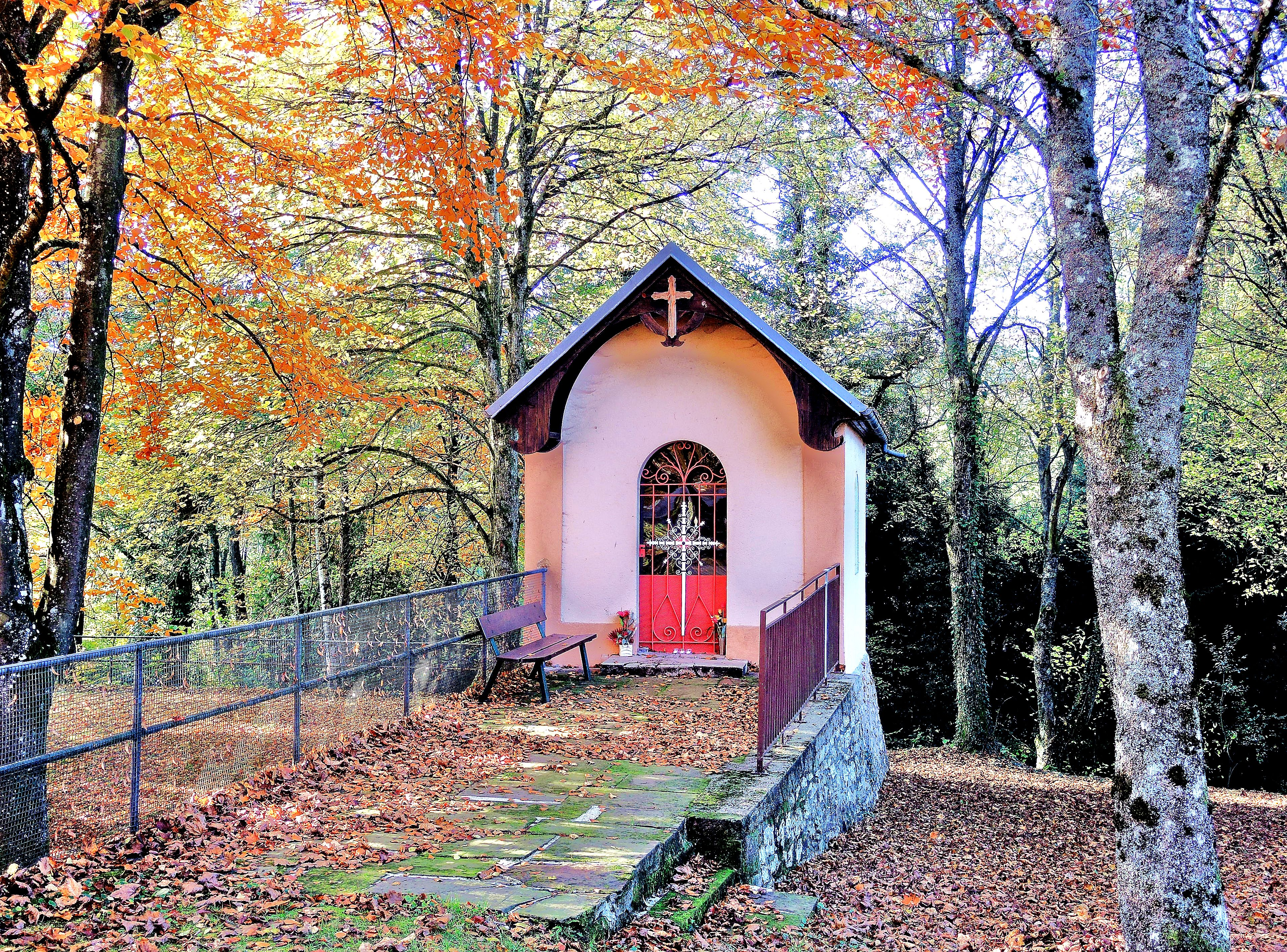
La chapelle sainte-Marguerite.
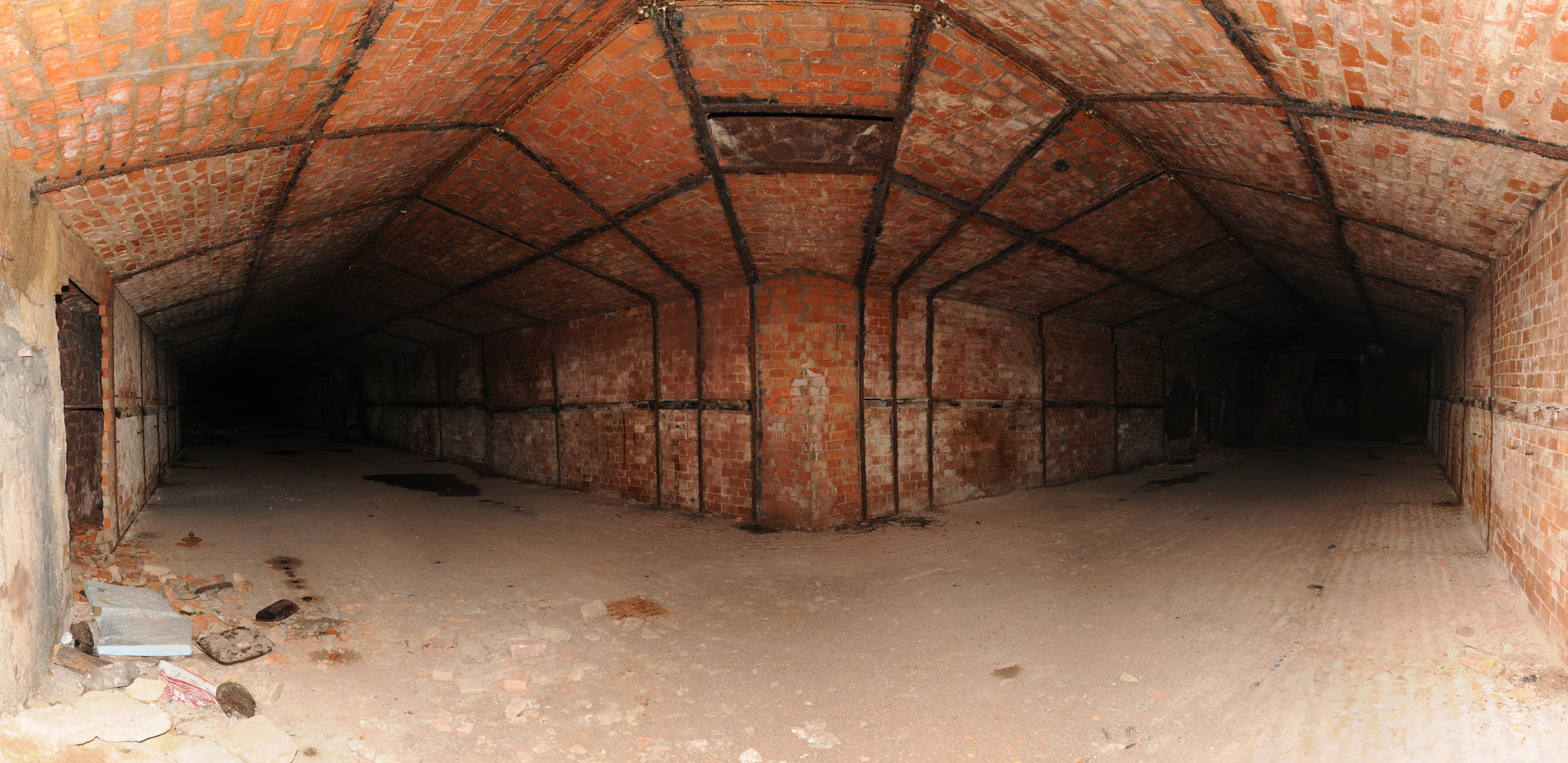
Fort de Roppe (abri-caverne).

## Pour approfondir